# Le Renouard
Le Renouard é uma comuna francesa na região administrativa da Normandia, no departamento Orne. Estende-se por uma área de 14 km². Em 2010 a comuna tinha 208 habitantes (densidade: 14,9 hab./km²).